# 蒙地卡羅賭場度假村
36°06′17″N 115°10′35″W / 36.104708°N 115.176255°W
蒙地卡羅賭場度假村（Park MGM，舊名Monte Carlo Resort and Casino）是一座位於美國內華達州拉斯維加斯賭城大道上的大型飯店和賭場。飯店主體的32層大樓高360英尺（110），內有102,000平方英尺（9,500平方）大的賭場，其中共設有1,400台角子機、60張桌面遊戲賭桌，以及15張撲克牌賭桌。度假村由美高梅國際酒店集團經營。飯店共提供2,992間客房，其中包含259間豪華套房。
度假村的名字來自位於摩納哥蒙地卡羅的蒙地卡羅賭場（Place du Casino），飯店內有水晶吊燈圓頂、大理石地板、新古典主義風格的拱門、裝飾噴泉，以及使用瓦斯燈照亮的海濱大道 截至2010年，蒙地卡羅賭場度假村獲得美國汽車協會（AAA）的四顆鑽石評價。

## 歷史

### 動工與開幕
蒙地卡羅賭場度假村在1995年5月動土開工。計劃的原名是「大維多利亞」（Grand Victoria），整體設計風格以緬懷法國美好年代為出發點。但由於美高梅國際酒店集團高層對計劃名稱有諸多批評，因此不久後簡化為「維多利亞」，隨後又改名為現在的「蒙地卡羅」。
蒙地卡羅當初是由米拉奇度假村（Mirage Resorts）和馬戲團企業（Circus Circus Enterprises）合資興建，預算總金額為3.44億美元。蒙地卡羅的建築基地面積為44英畝（18公頃），原是沙丘飯店（Dunes Hotel）的所在位置，沙丘飯店在1993年10月被拆除。
蒙地卡羅在1996年6月21日正式對外開幕，前一天舉行了僅限邀請才能參加的貴賓體驗活動，並進行了煙火施放。

### 2008年火災
2008年1月25日上午10點57分，飯店頂端最高的六層樓和屋頂外觀傳出三級火災。飯店部分外觀防火系統被燒燬，掉落到三個樓層下的碎片殘骸引發了第二場較小的火災。起火後一小時火勢被完全控制。雖然這起事件為外部火災，但有數個樓層因灑水系統啟動而造成浸水損害。飯店和賭場在2009年2月15日重新對外開放。美高梅國際酒店官方估計這次火災造成的硬體和營業損失約為1億美元。

### Hotel 32
「Hotel 32」是一間位於蒙地卡羅主體建築最高樓層的高級精品飯店。這項擴建計劃在2009年8月10日開幕。飯店共有50間客房，面積從850平方英尺（79平方）的工作室套房到2,000平方英尺（190平方）的閣樓套房不等。飯店僅能由專屬的快速電梯從地面直達頂樓。飯店的住客可叫喚專屬的套房助理員（Suite Assistant），提供私人管家和各種其他服務項目。此外客房內也有許多結合新科技的設計，包括在浴室的鏡子內嵌入了液晶電視。住客亦可使用能觀賞拉斯維加斯天際線的「Lounge32」。

## 設施與景點
度假村內包含了22,000平方英尺（2,000平方）的零售購物區、會展空間、水療設施、健身房、美髮沙龍、2,000平方英尺（190平方）的運動中心、一座有人造波浪和漂流河的游泳池、一間婚禮教堂，以及被稱為「夢想大街」（Street of Dreams）的精品購物區
城中城單軌電車連結了蒙地卡羅與百樂宮和城中城的水晶宮購物中心，平均每5分鐘發車一班。
自2010年10月7日起，一個被形容為「當代舞蹈/嘻哈隊伍」的團體「JabbaWockeeZ」開始成為蒙地卡羅的常駐表演，節目名稱為「MÜS.I.C」節目最初每週在1,224席的蒙地卡羅劇院（Monte Carlo Theater）演出五天。魔術師蘭斯·伯頓（Lance Burton）曾在1996年6月21日至2010年9月4日期間在該劇院演出。自2012年起，JabbaWockeeZ的表演節目被移至800席的蒙地卡羅會館（Monte Carlo Pavilion）。
2012年10月10日，藍人組（Blue Man Group）在蒙地卡羅展開了新的節目演出，並將蒙地卡羅劇院改名為「藍人劇院」（Blue Man Theatre）。藍人組曾在拉斯維加斯的樂蜀和威尼斯人兩間酒店演出。

## 流行文化中的提及
蒙地卡羅賭場度假村曾出現在數部電影和電視影集中。知名的電影作品包括2000年的《大開殺戒》（Get Carter）和2008年的《頭彩冤家》（What Happens in Vegas）。在2004年的電影《鐵男躲避球》中，主角在參加於拉斯維加斯舉行的躲避球大賽期間便是入住蒙地卡羅。在電視節目《驚險大挑戰15》的最後一集中，參賽隊伍必須在蒙地卡羅數出價值100萬美元的撲克牌籌碼以便獲得接下來的指示。此外，蒙地卡羅是《X檔案》影集〈Three of a Kind〉中的主要場景。

## 圖片集

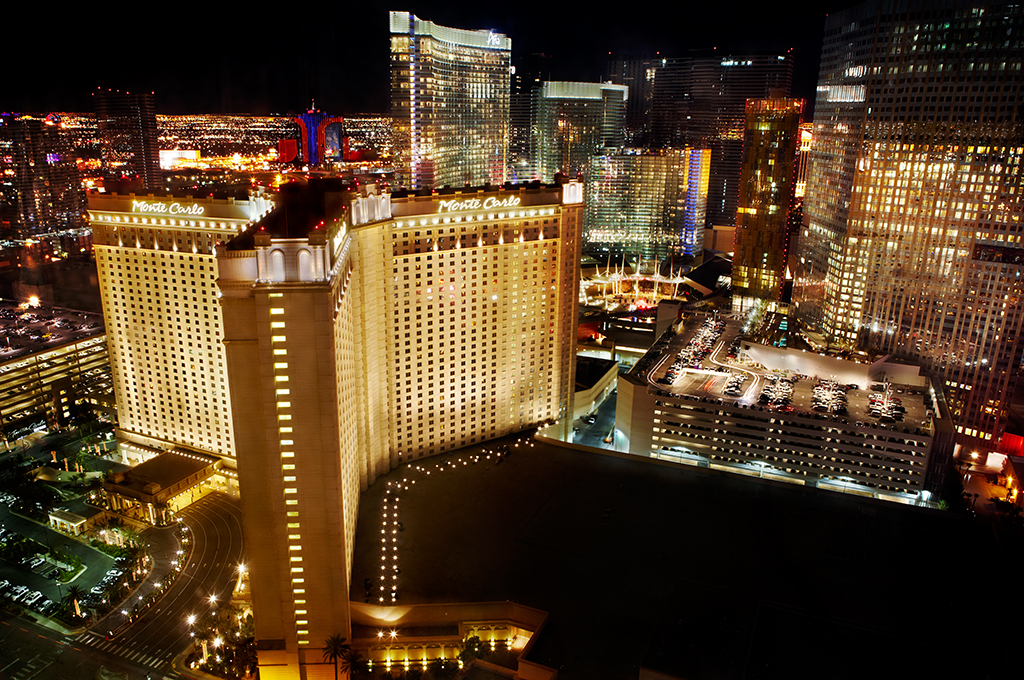
由高空觀看蒙地卡羅飯店
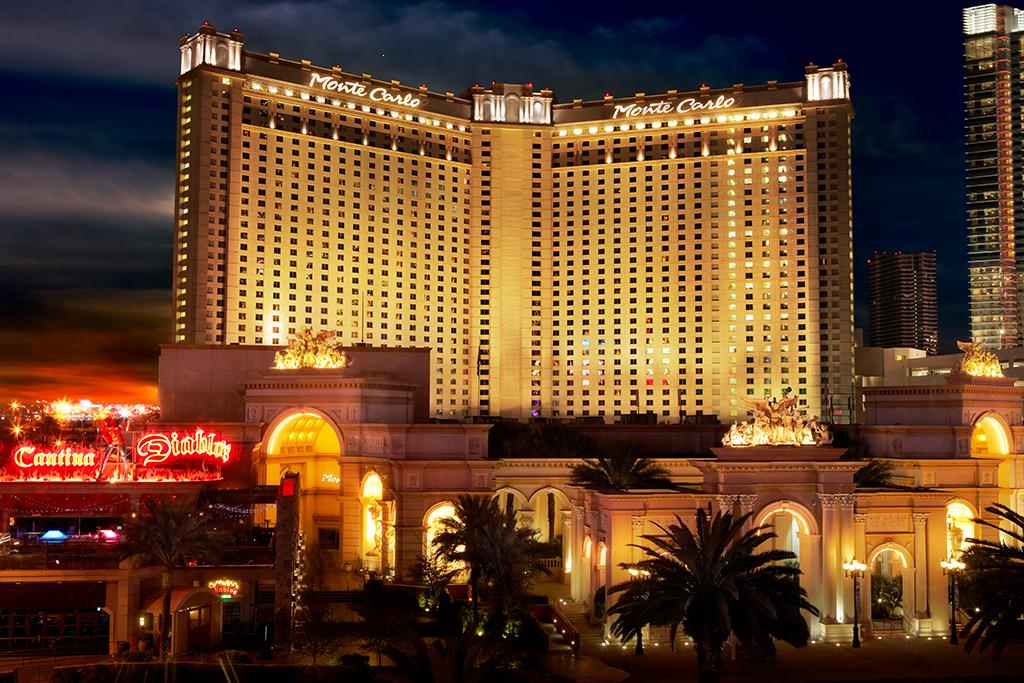
夜晚的蒙地卡羅飯店正面
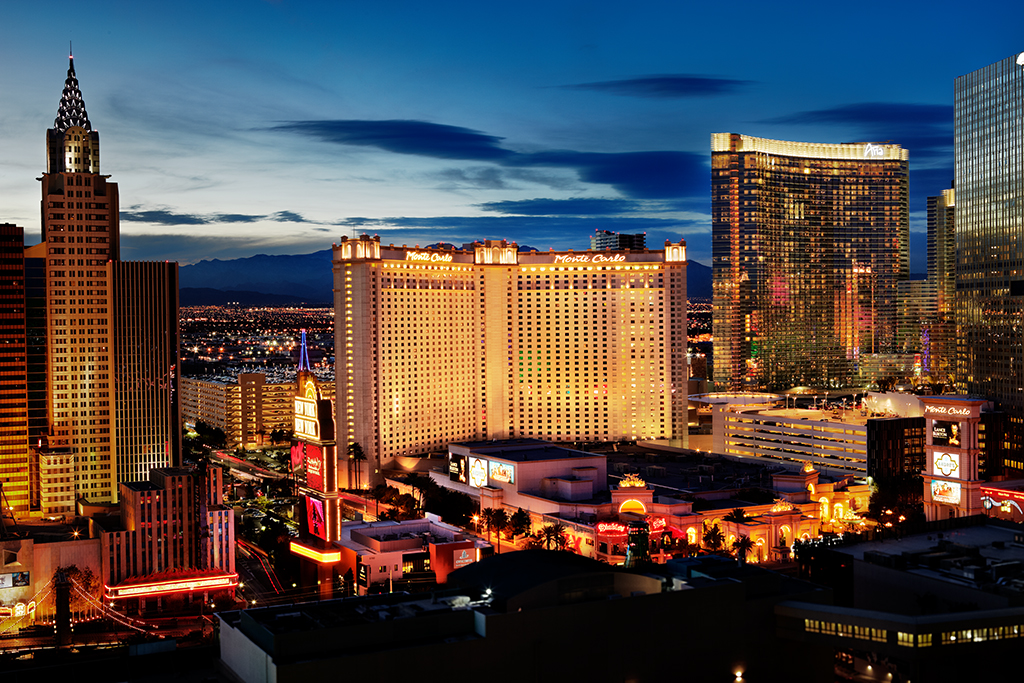
從賭城大道上眺望蒙地卡羅

## 資料來源
1. ↑   (报告). Nevada Gaming Control Board. 2012-01-13  [2012-09-06]. （原始内容存档于2016-12-25）.
2. ↑   (报告). Nevada Gaming Control Board. 2012-07-20  [2012-09-06]. （原始内容存档于2020-10-21）.
3. 1 2  . PR Newswire. 1998-01-08.
4. ↑  Kathleen Hennessey. . Associated Press. 2008-01-25  [2014-02-25]. （原始内容存档于2018-06-21）.
5. ↑  Robert Macy. . Associated Press. 1996-06-13.
6. ↑  Mary Manning. . Las Vegas Sun. 2008-01-28  [2014-02-25]. （原始内容存档于2020-05-31）.
7. ↑  . Las Vegas Strip History.
8. ↑  Michelle Dearmond. . The Associated Press. 1995-07-25.
9. ↑  .   [2010-06-24]. （原始内容存档于2010-11-10）.
10. ↑  . Las Vegas Leisure Guide. 1996-06-21  [2014-02-25]. （原始内容存档于2020-10-20）.
11. ↑  Hennessey, Kathleen. . Associated Press. 2008-01-26  [2008-02-03]. （原始内容存档于2008-02-03）.
12. ↑  Powers, Ashley; Sanchez, Jesus. . Los Angeles Times. 2008-01-25  [2008-02-03]. （原始内容存档于2008-01-29）.
13. ↑  . Las Vegas Sun. 2008-01-26  [2008-02-03]. （原始内容存档于2021-05-06）.
14. ↑  STUTZ, HOWARD. . 2008-02-16  [2008-02-16]. （原始内容存档于2012-02-07）.
15. ↑  Sandy Zanella. . MGM Mirage Public Relations. 2009-07-09  [2014-02-25]. （原始内容存档于2011-06-16）.
16. ↑  Anthony Curtis. . The Honolulu Advertiser. 16 August 2009.
17. ↑  . Hospitality Design. 2009-08-18. （原始内容存档于2013-12-06）. 参数|magazine=与模板{{cite news}}不匹配（建议改用{{cite magazine}}或|newspaper=） (帮助)
18. ↑  . Latest Las Vegas News and Information. 2009-05-08  [2014-02-25]. （原始内容存档于2020-09-22）.
19. ↑  . Monte Carlo Las Vegas Resort And Casino. 2009. （原始内容存档于2011-07-21）.
20. ↑  . Monte Carlo Las Vegas Resort And Casino. 2010  [2014-02-25]. （原始内容存档于2015-09-05）.
21. ↑  Robert Macy. . Chattanooga Free Press. 1996-09-29.
22. ↑  John Kelso. . Austin American-Statesman. 1997-09-29.
23. ↑   (新闻稿). CityCenter.   [2010-07-09]. （原始内容存档于2020-08-05）.
24. ↑  Leach, Robin. . Las Vegas Sun. 2010-09-07  [2010-11-08]. （原始内容存档于2010-10-10）.
25. ↑  . Broadway World. 2010-09-07  [2010-11-08]. （原始内容存档于2012-05-11）.
26. ↑  Leach, Robin. . Vegas Deluxe. 2010-09-03  [2010-11-05]. （原始内容存档于2011-07-17）.
27. ↑  Sylvester Stallone, Stephen T. Kay.  (Motion picture). Las Vegas: Morgan Creek Productions. 2000.
28. ↑  Cameron Diaz, Ashton Kutcher, Tom Vaughan.  (Motion picture). Las Vegas: Twentieth Century Fox. 2008.
29. ↑  Joyce Eng. . TV Guide. 7 December 2009  [2014-02-25]. （原始内容存档于2014-03-01）. 参数|magazine=与模板{{cite news}}不匹配（建议改用{{cite magazine}}或|newspaper=） (帮助)

## 外部連結
- 官方網站 （页面存档备份，存于）